# Upplands runinskrifter 451
Upplands runinskrifter 451 är ett nu försvunnet vikingatida runstensfragment som funnits i Hova, Odensala socken och Sigtuna kommun. Eventuellt utgjorde U 451 och U 452 delar av samma sten. Fragmentet är cirka 0,90 gånger 0,75 meter stort.

## Inskriften
Translitterering av runraden:
[... ...iʀ stain bru... ...]
Normalisering till runsvenska:
... [æft]iʀ Stæin bro[ður] ...
Översättning till nusvenska:
... efter Sten, (sin) broder ...